# Джон Гульд
Джон Ґульд (англ. John Gould; 14 вересня 1804, Лайм-Реджіс, Англія — 3 лютого 1881, Лондон, Англія) — знаменитий британський орнітолог, художник і таксидерміст.

## Біографія та наукова діяльність
Народився у графстві Дорсет, Англія, у 1804 році у родині садівника Віндзорського замку і за 76 років життя заробив репутацію в усьому світі як «людина птахів». Він був найнятий як таксидерміст у новостворене Лондонське Зоологічне Товариство та багато подорожував Європою, Азією та Австралією.
Джон Ґульд був, можливо, найвизначнішим і найплодовитішим видавцем і автором орнітологічних робіт у світі. Між 1830 і 1881 роками, понад 46 томів його робіт були видані у кольорі. Ґульд опублікував 41 роботу про птахів з 2999 напрочуд точними ілюстраціями, виконаними командою художників, у тому числі його дружиною Елізабет Коксен. Його перша книга про гімалайських птахів, була створена за допомоги привезених до Лондона опудал, але згодом він подорожував, аби бачити птахів у їх природному середовищі.
У 1838 році Ґульд із дружиною прибули до Австралії, аби провести 19 місяців вивчення і записів з природної історії континенту. За цей час Гульд не тільки замалював найвідоміших птахів Австралії, але також зібрав інформацію про майже 200 нових видів, і також зібрав дані про австралійських ссавців. Його найвідомішими роботами є The Birds of Europe, The Birds of Great Britain, The Birds of New Guinea, The Birds of Asia. Він також написав монографії про Macropodidae, Odontophorinae, Trochilidae і Pittidae.
Помер 1881 року. Похований на кладовищі Кенсал-Грін у Лондоні.
Вікторіанська Англія була зачарована екзотичними малюнками видань Джона Ґульда, у тому числі вишуканими зображеннями колібрі, з якими ім'я Ґульда асоціюється перш за все. Його чудові малюнки та літографії птахів мали великий попит і мали бізнесовий успіх.
Його ім'я присутнє у загальних назвах, принаймні 28 птахів, наприклад, бронзова зозуля Ґульда Chrysococcyx russatus і деякому числі наукових назв, наприклад, псевдомиша Ґульда Pseudomys gouldii.

## Галерея ілюстрацій до видання «Птахи Австралії» (1848)

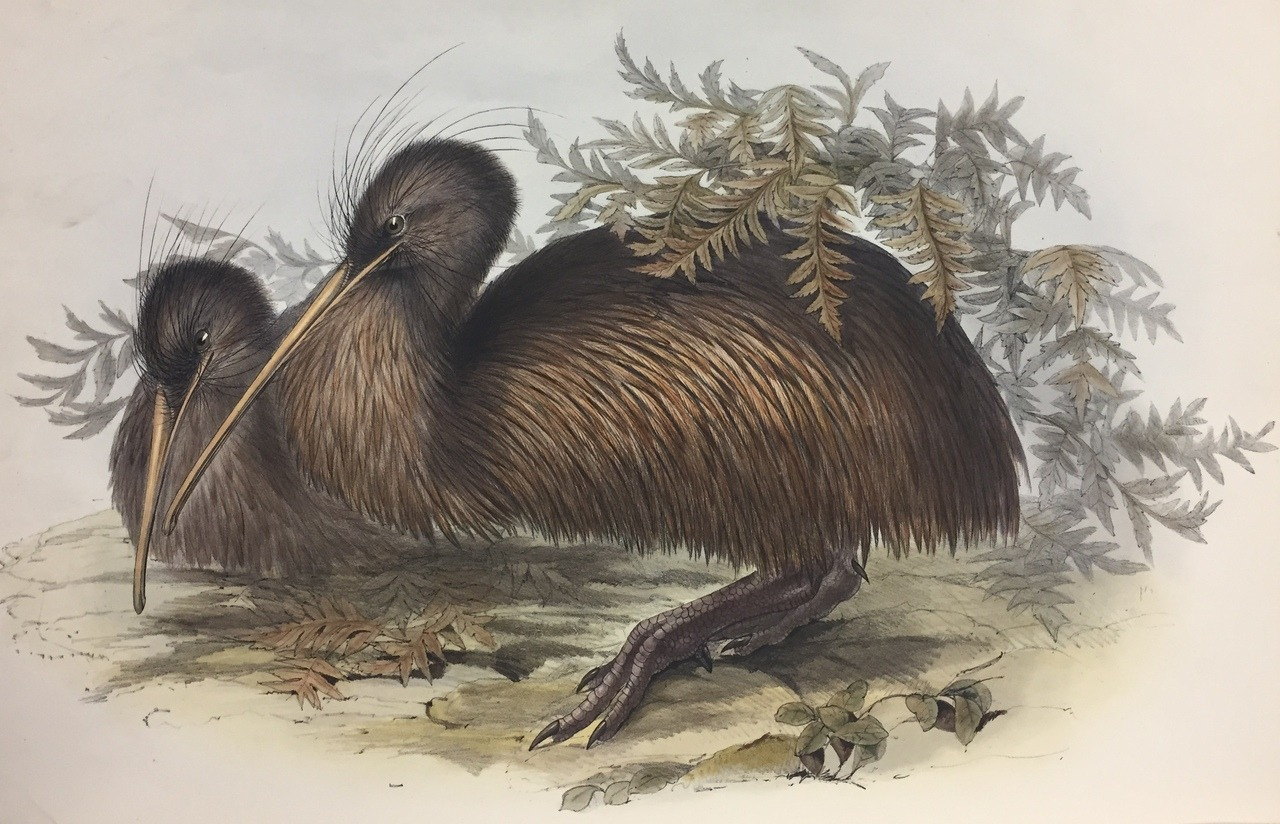
Ківі
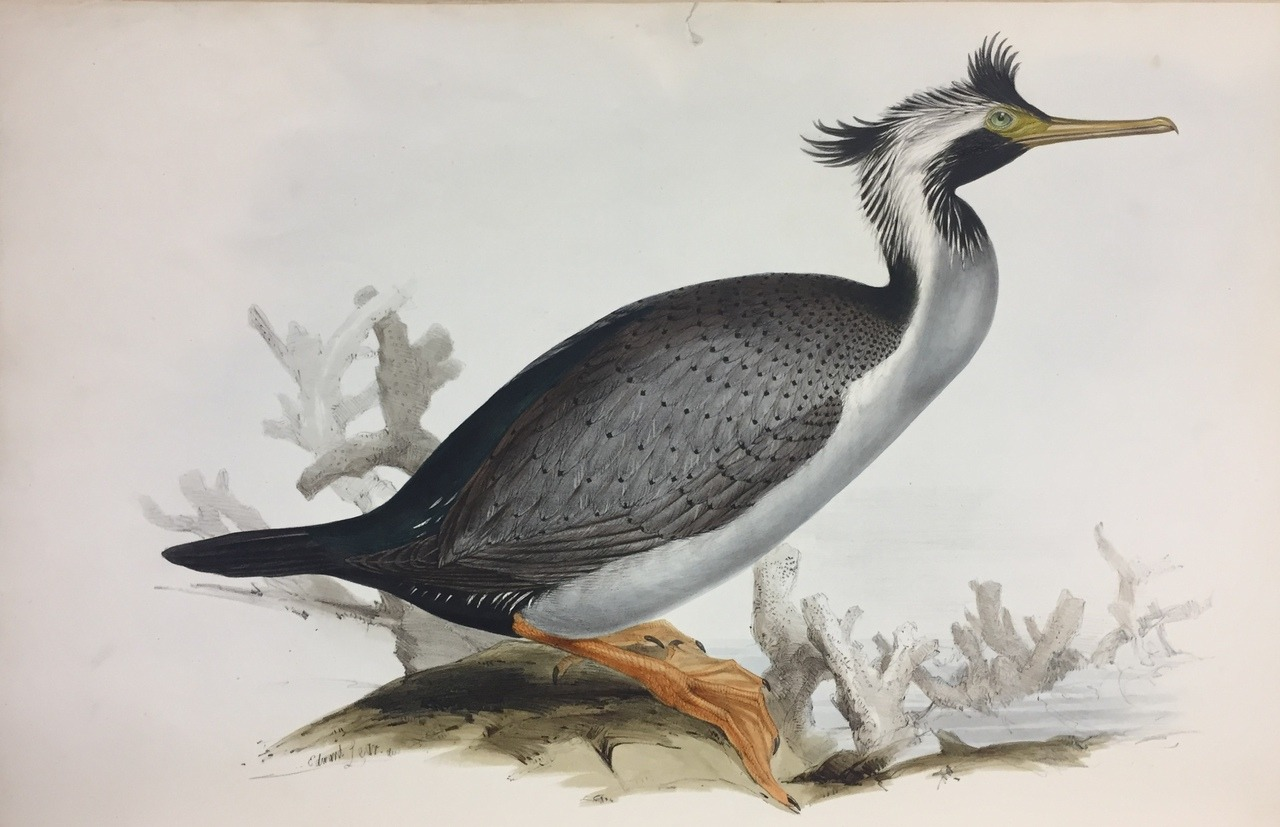
Баклан Phalacrocorax punctatus
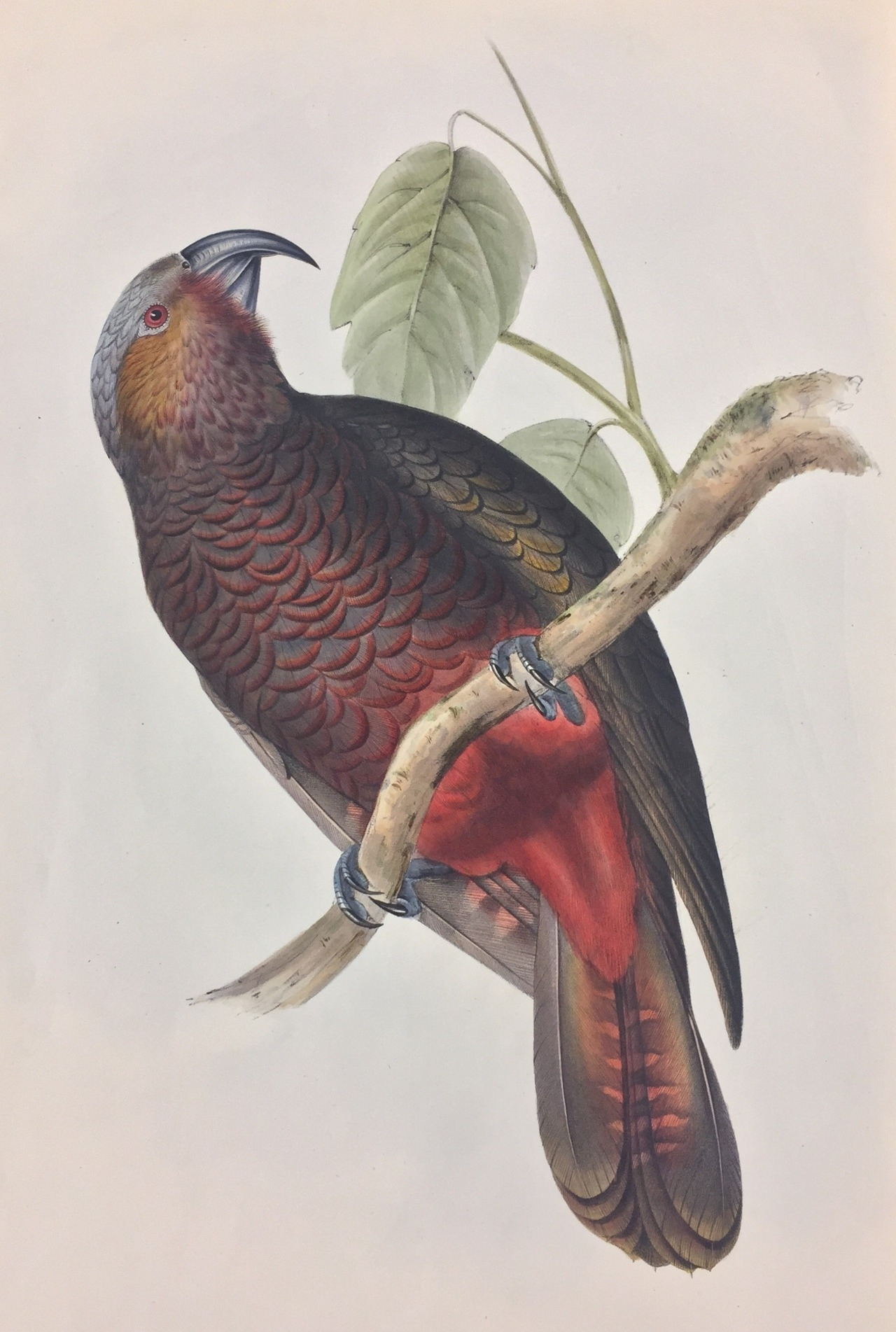
Нестор білоголовий
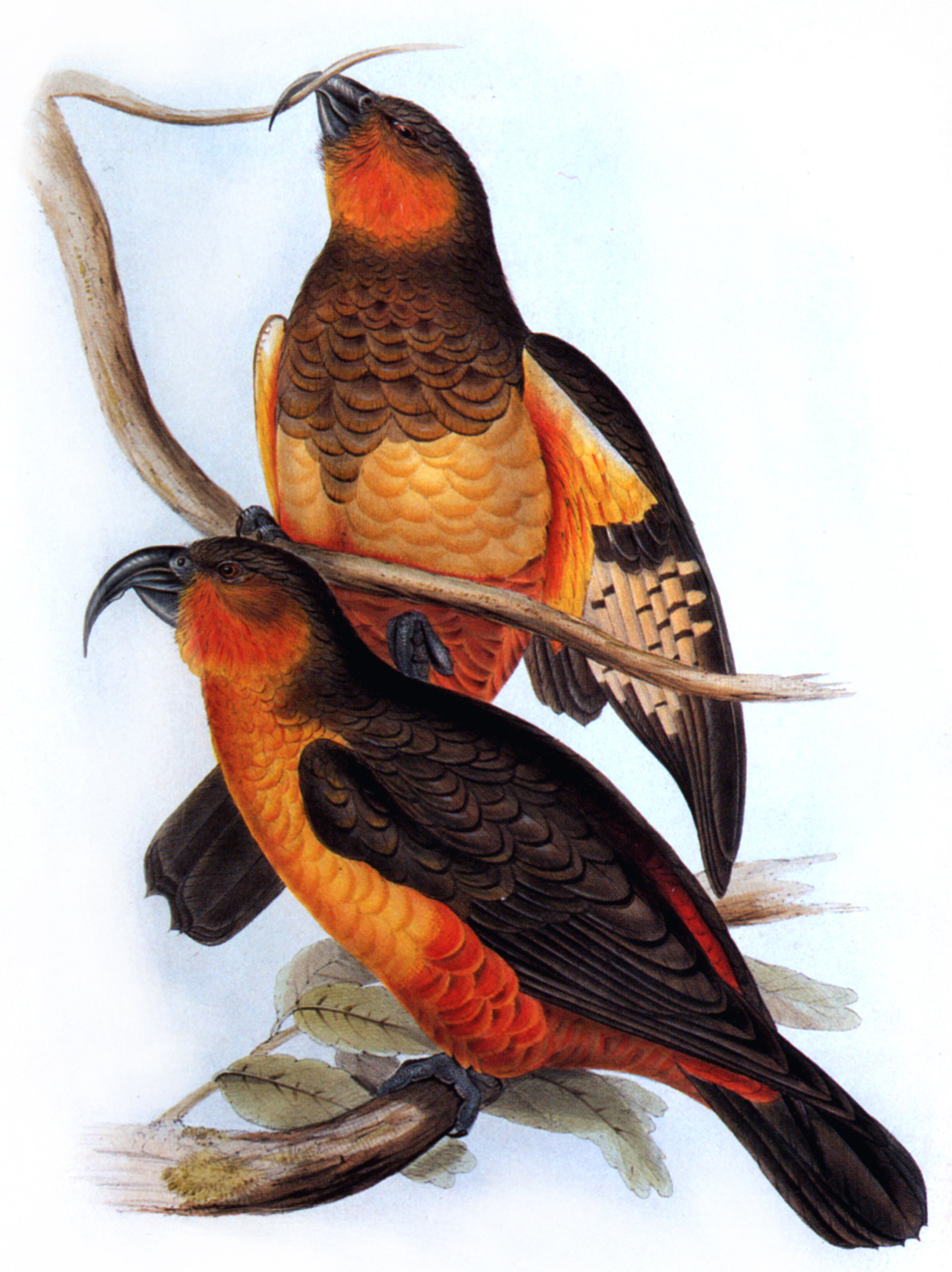
Нестор скельний
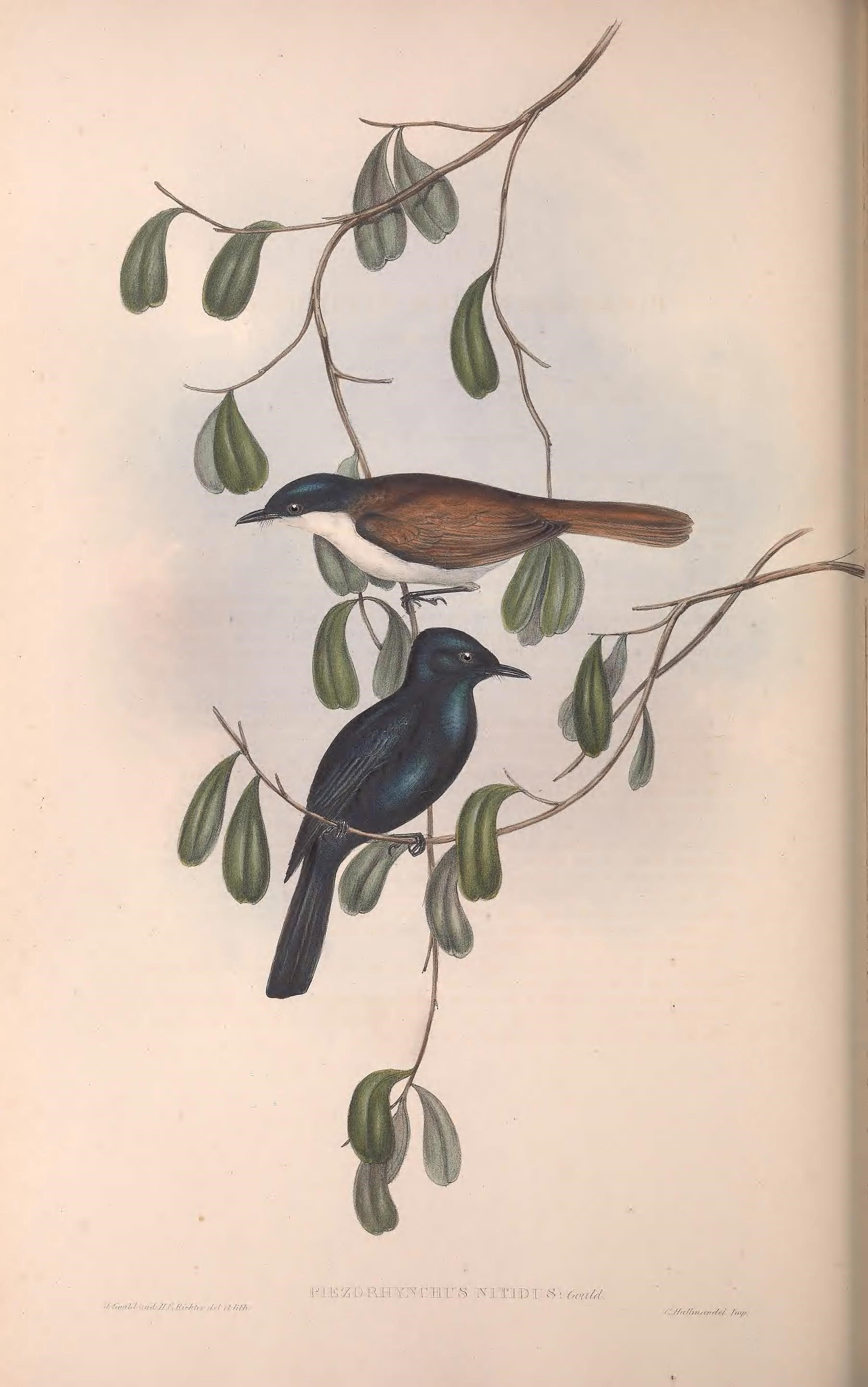
Монархи Piezorhynchus nitidus
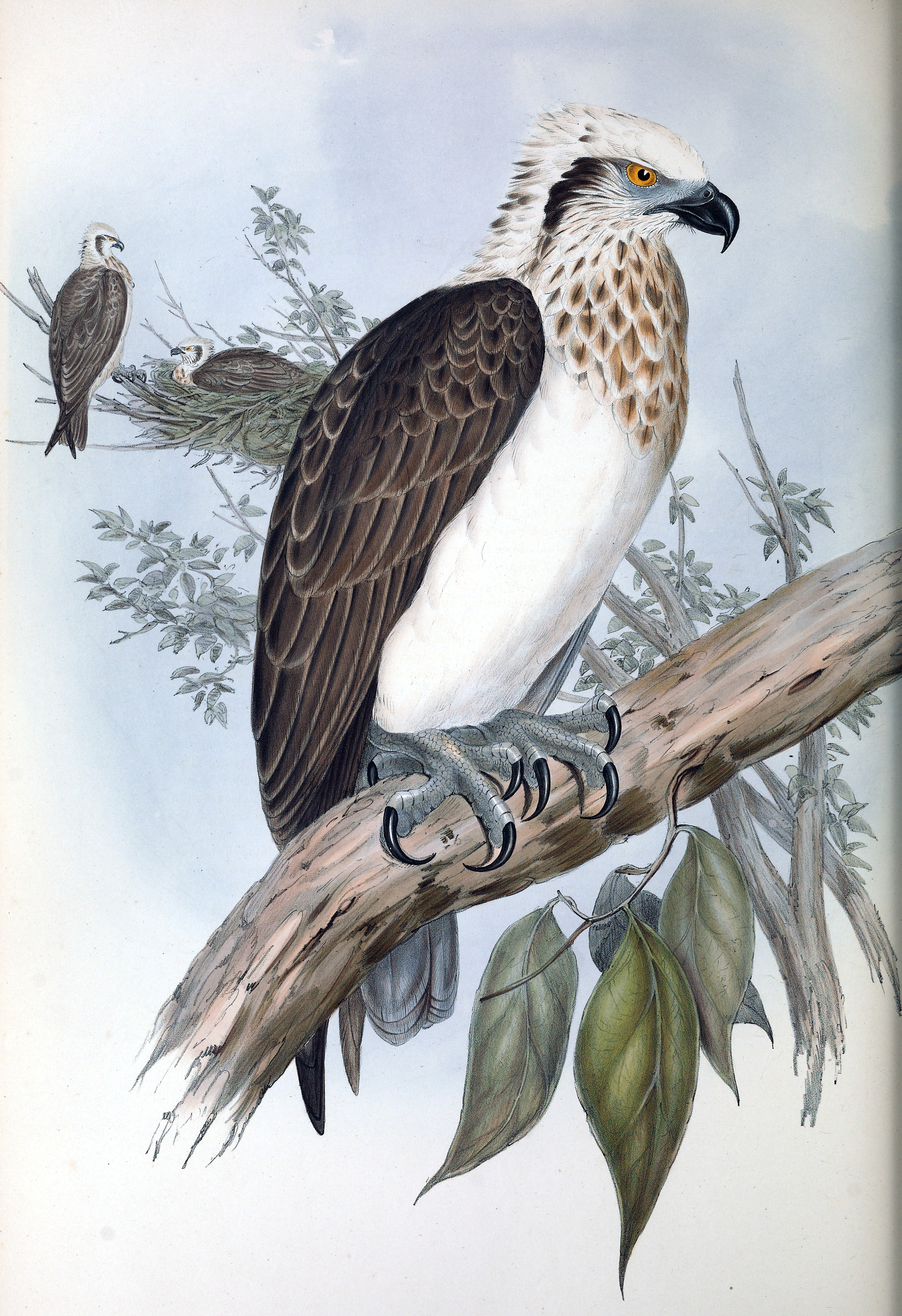
Pandion leucocephalus
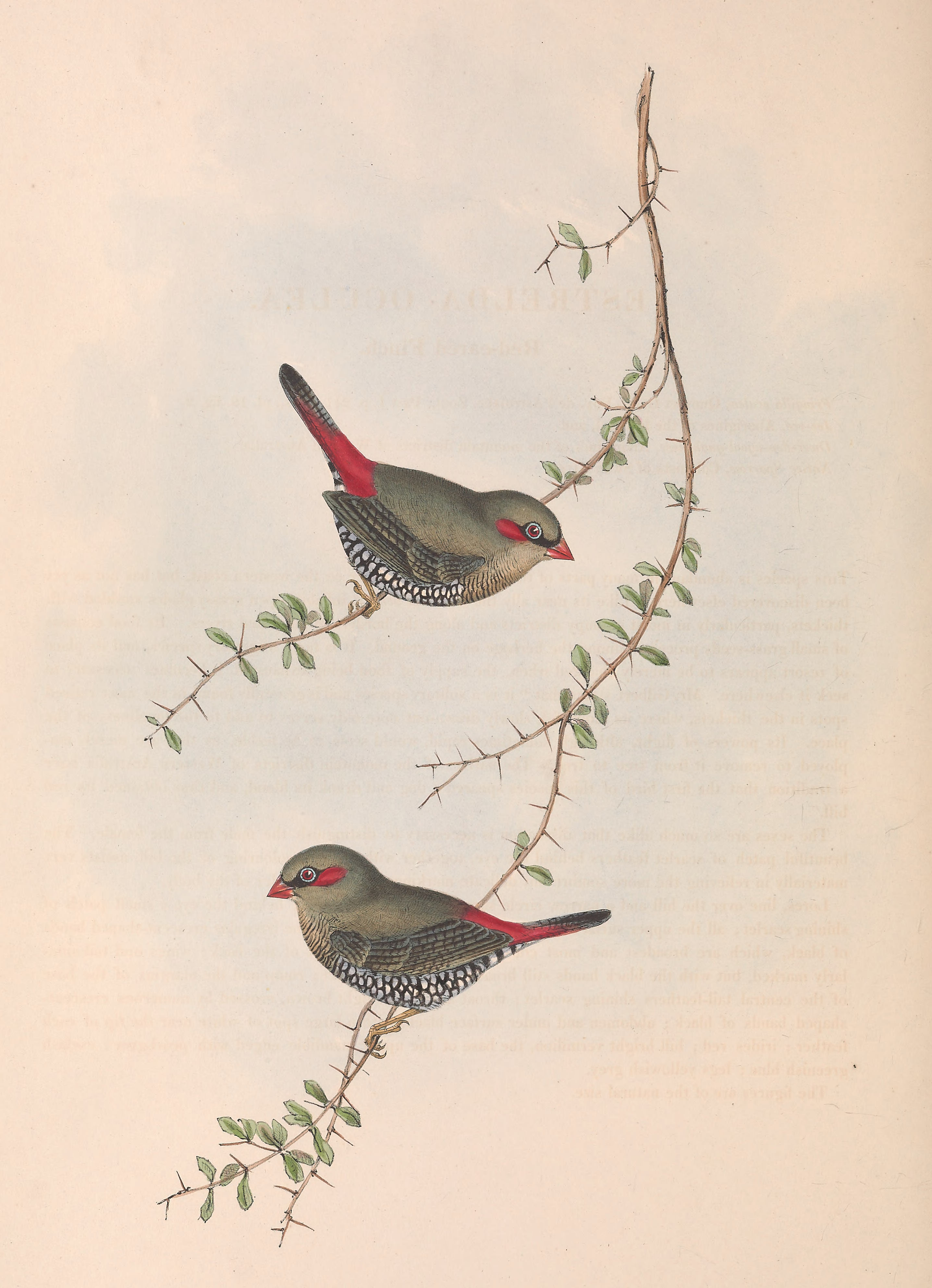
Estrelda oculea (Stagonopleura oculata)
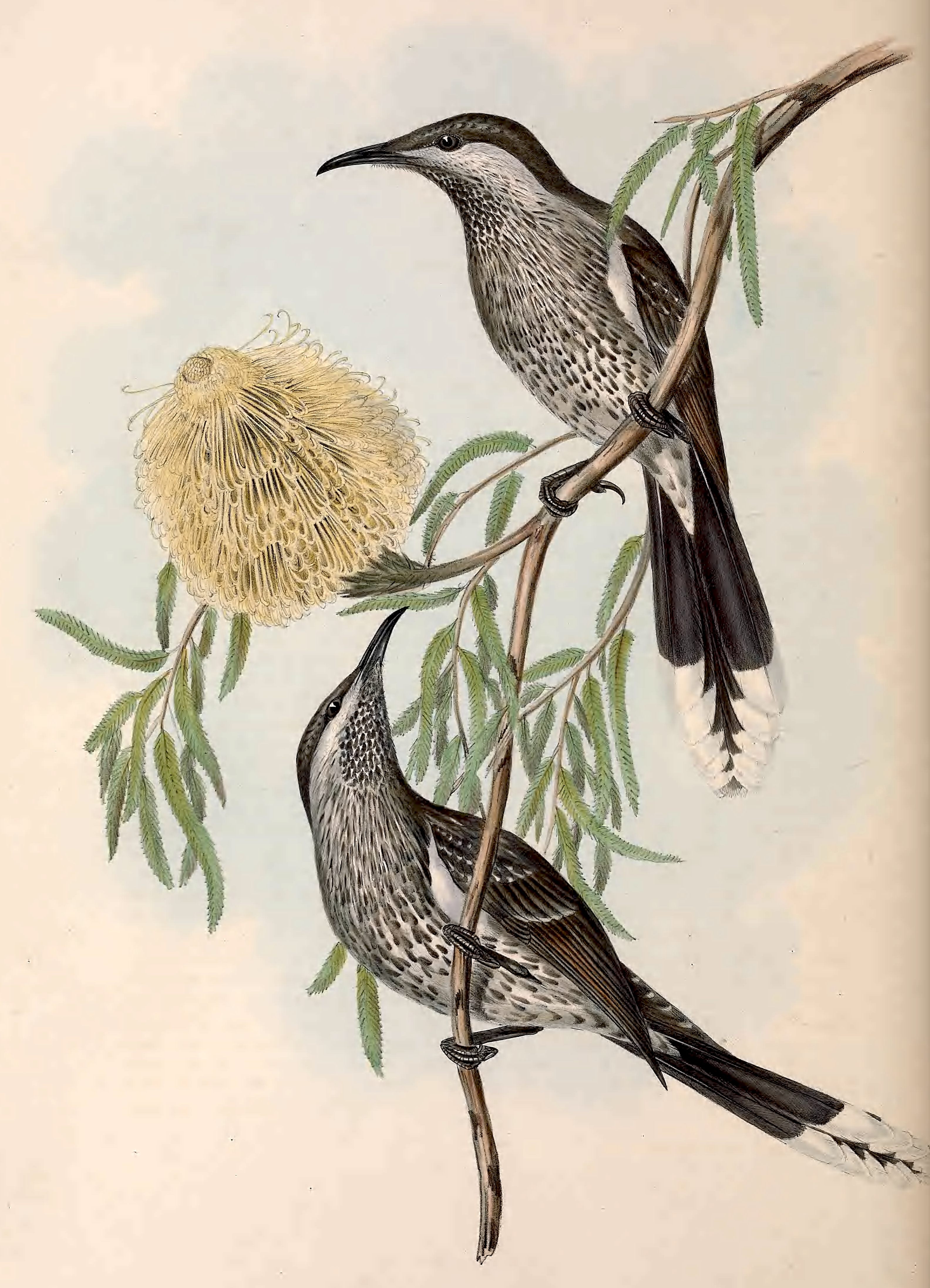
Anthochaera lunulata
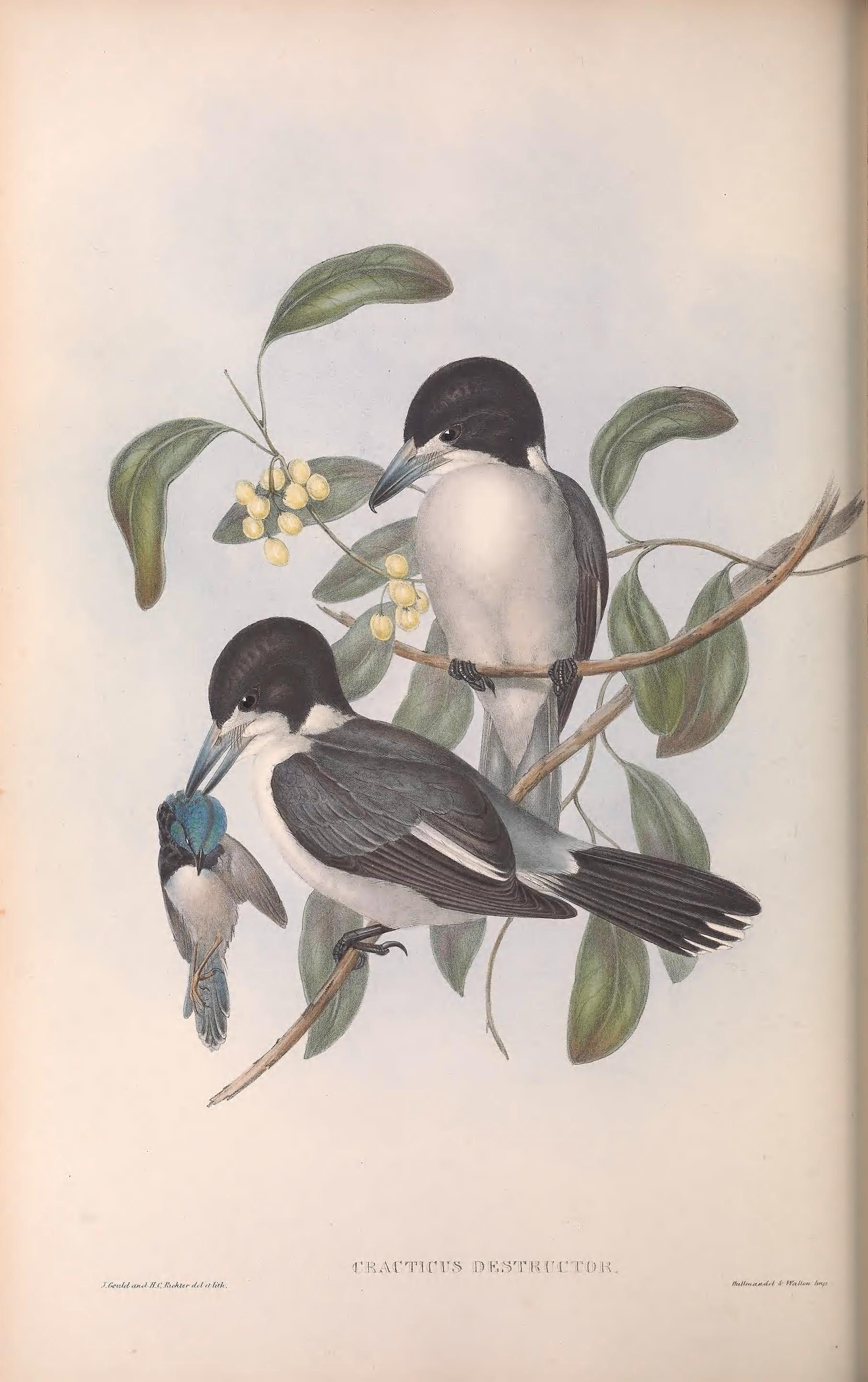
Cracticus destructor
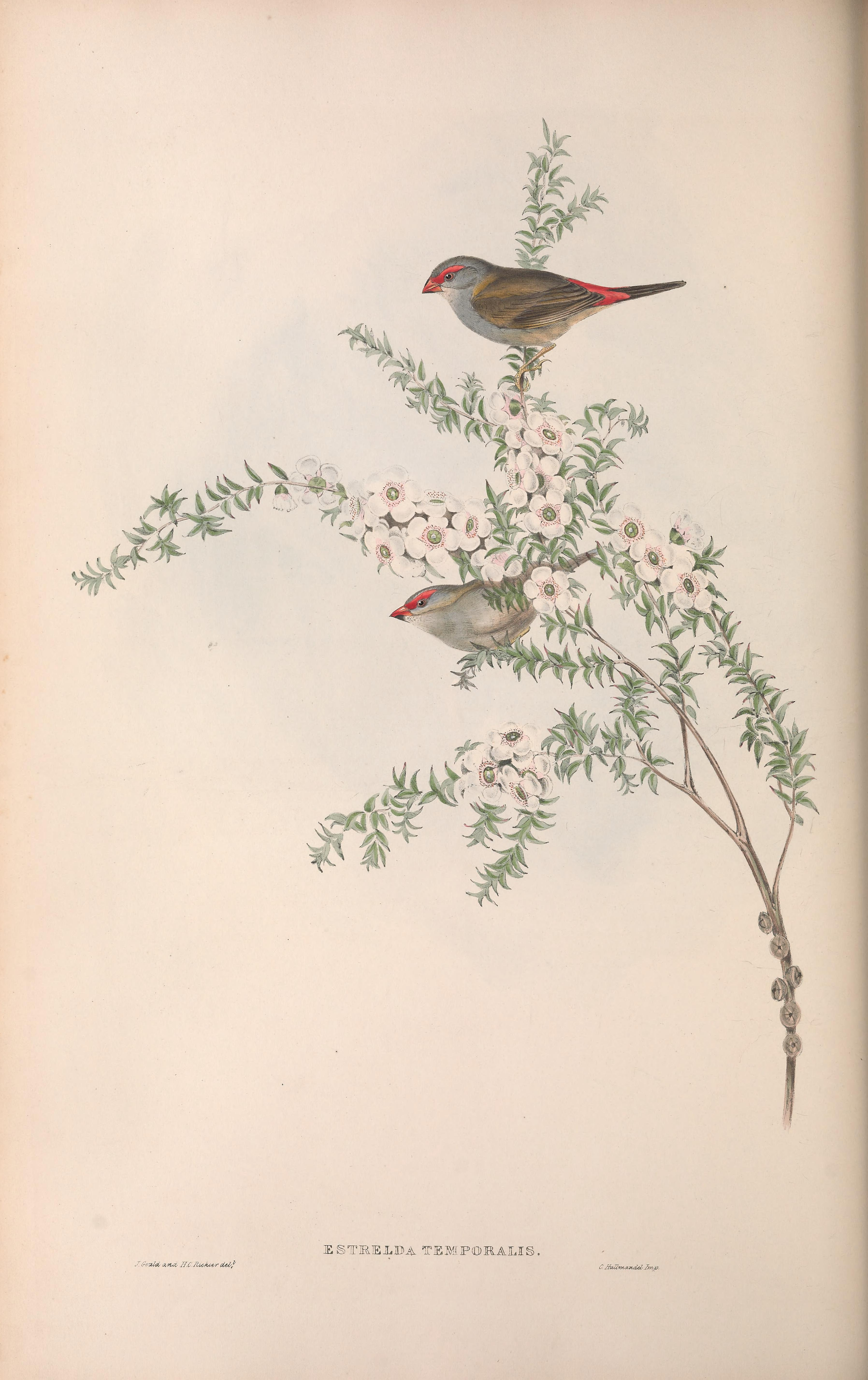
Neochmia temporalis (Estrelda temporalis)
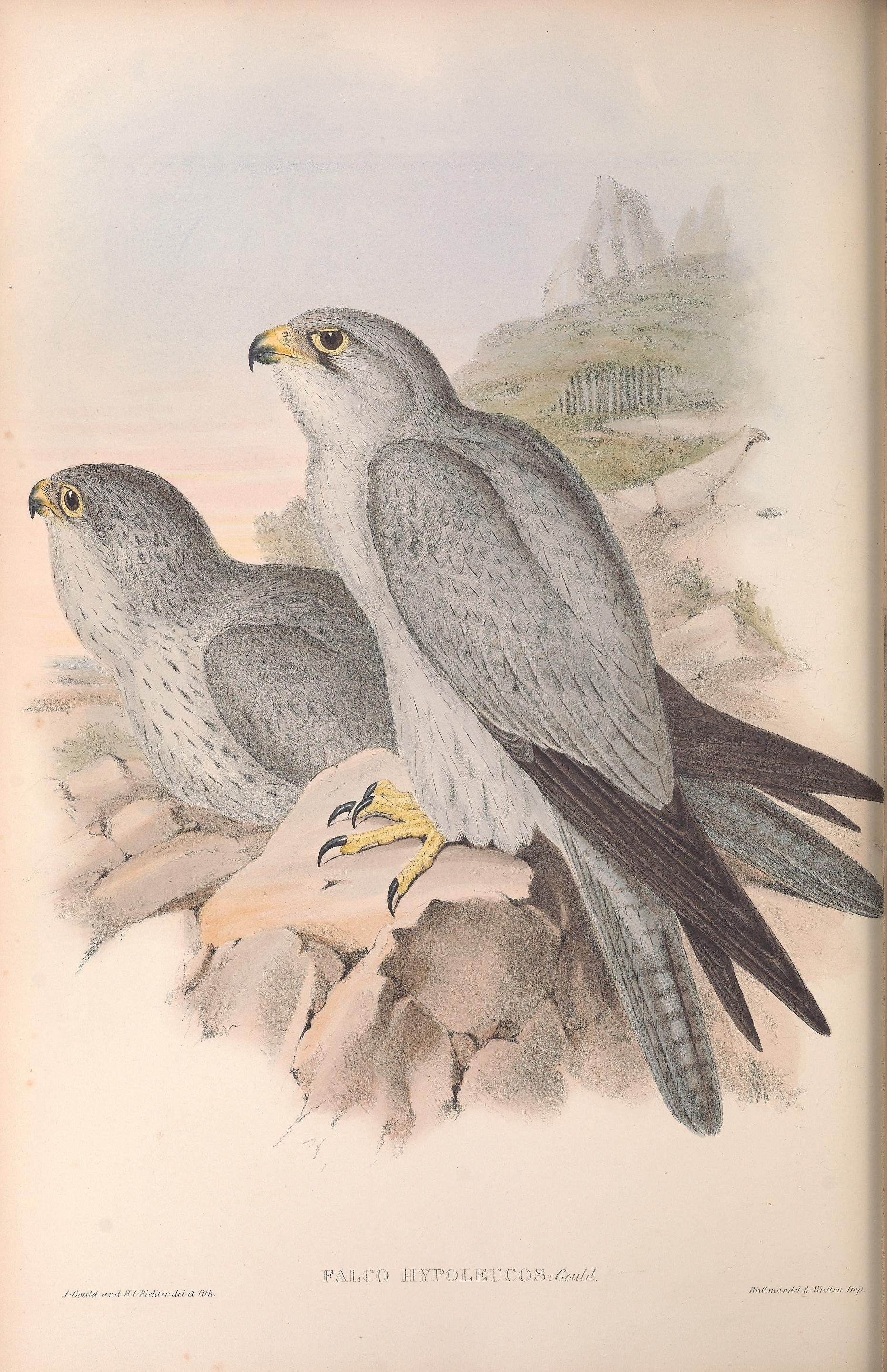
Сірий сокіл Falco hypoleucos
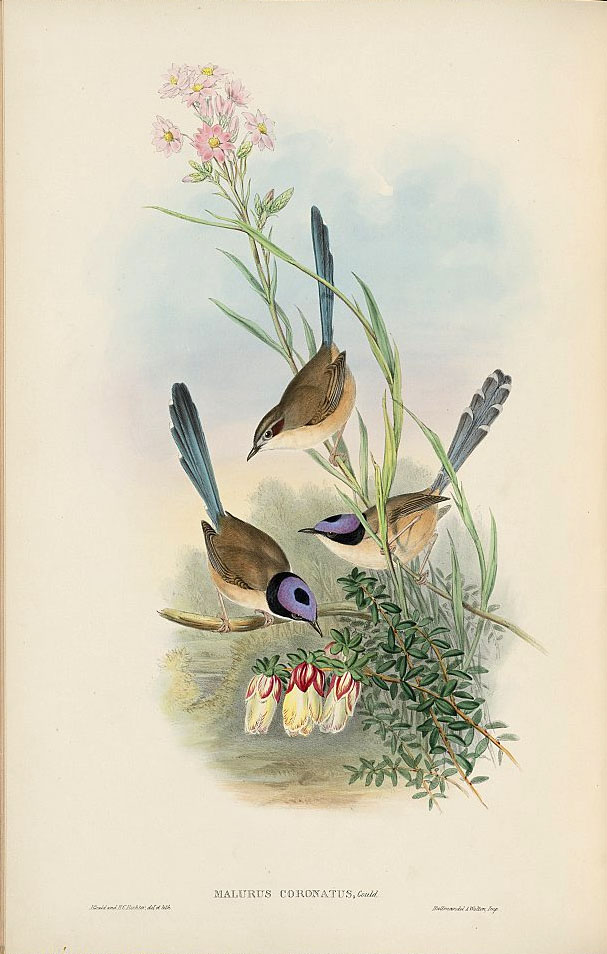
Malurus coronatus
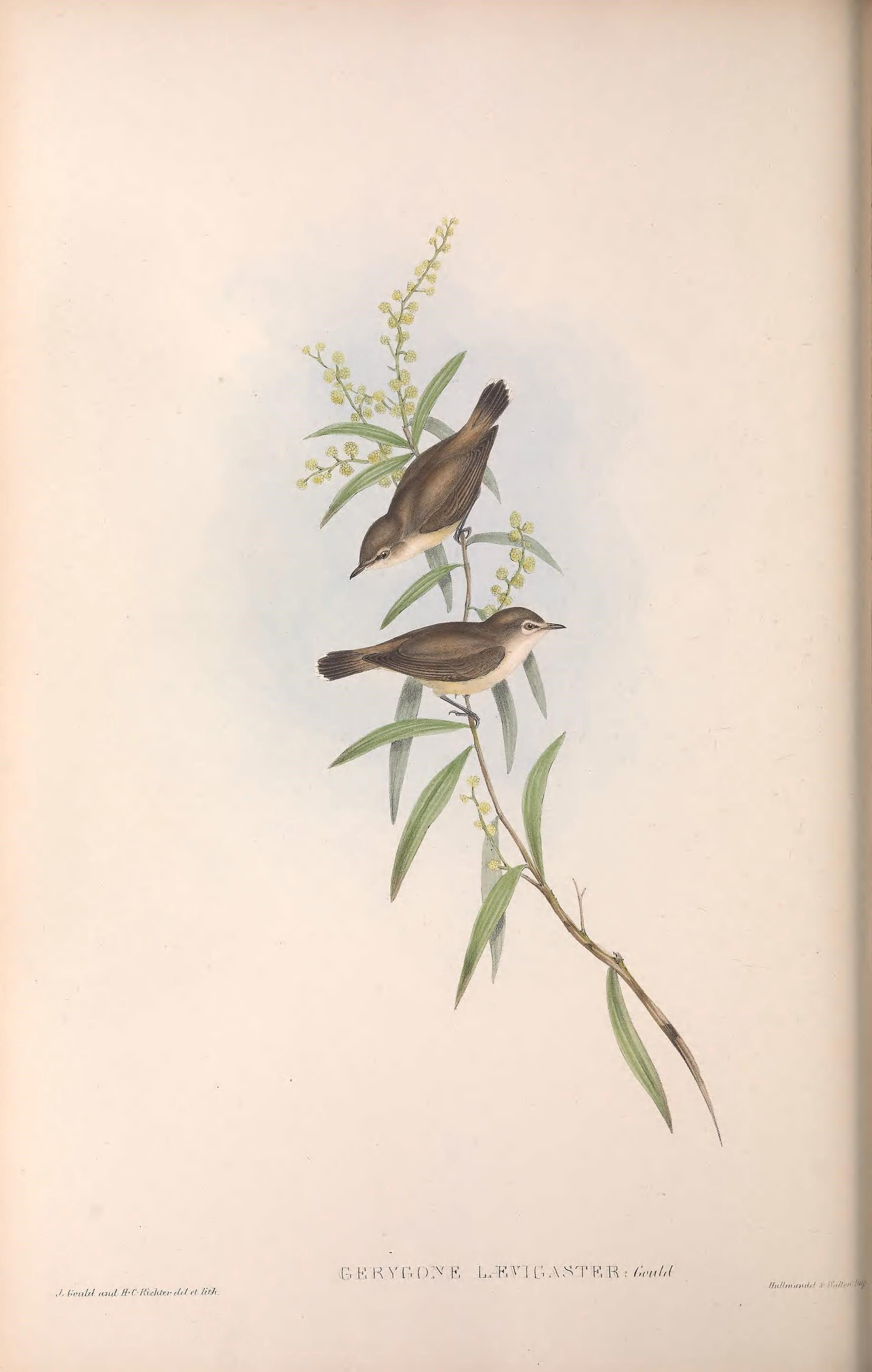
Мангровий герігона
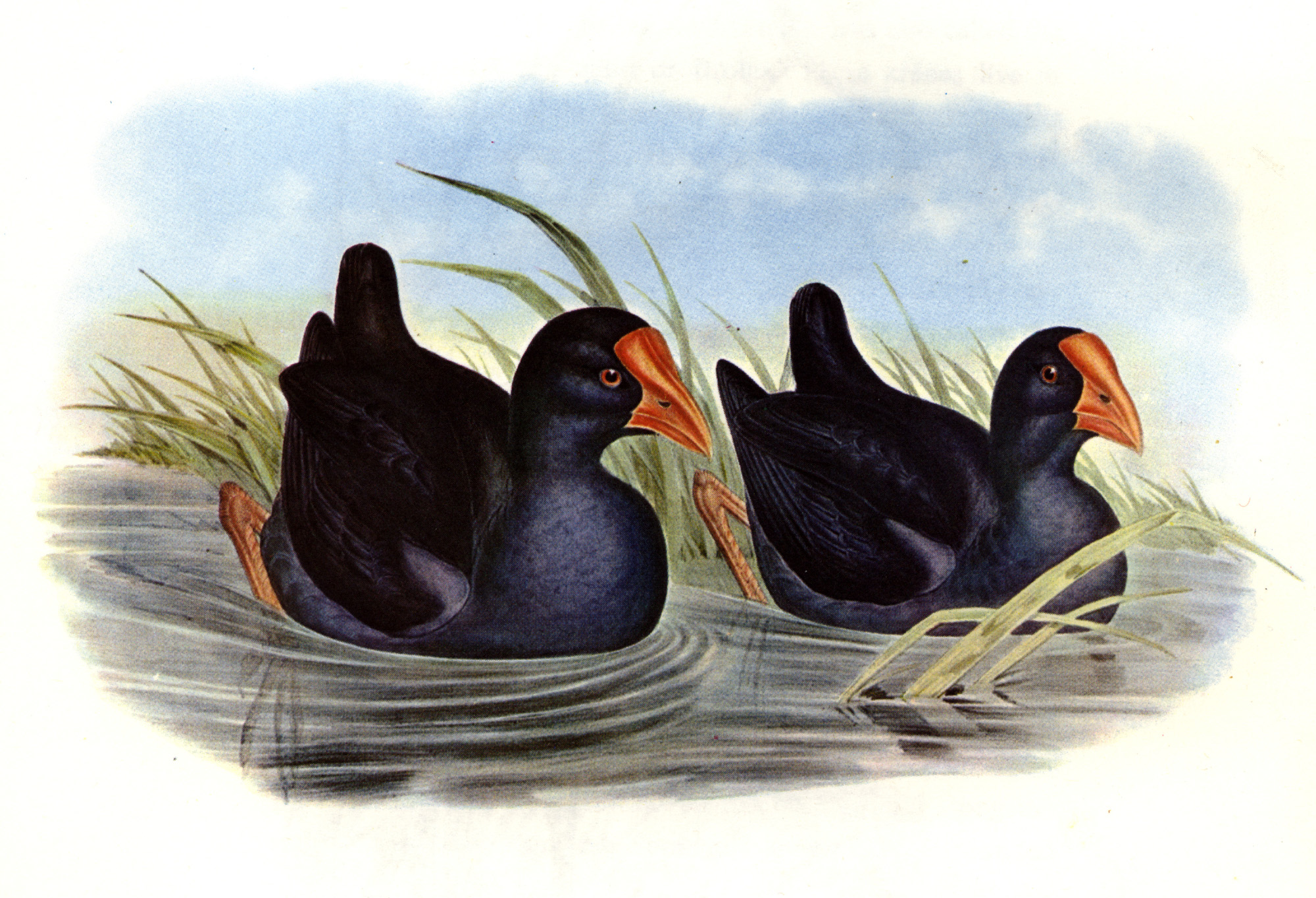
Султанка Porphyrio melanotus
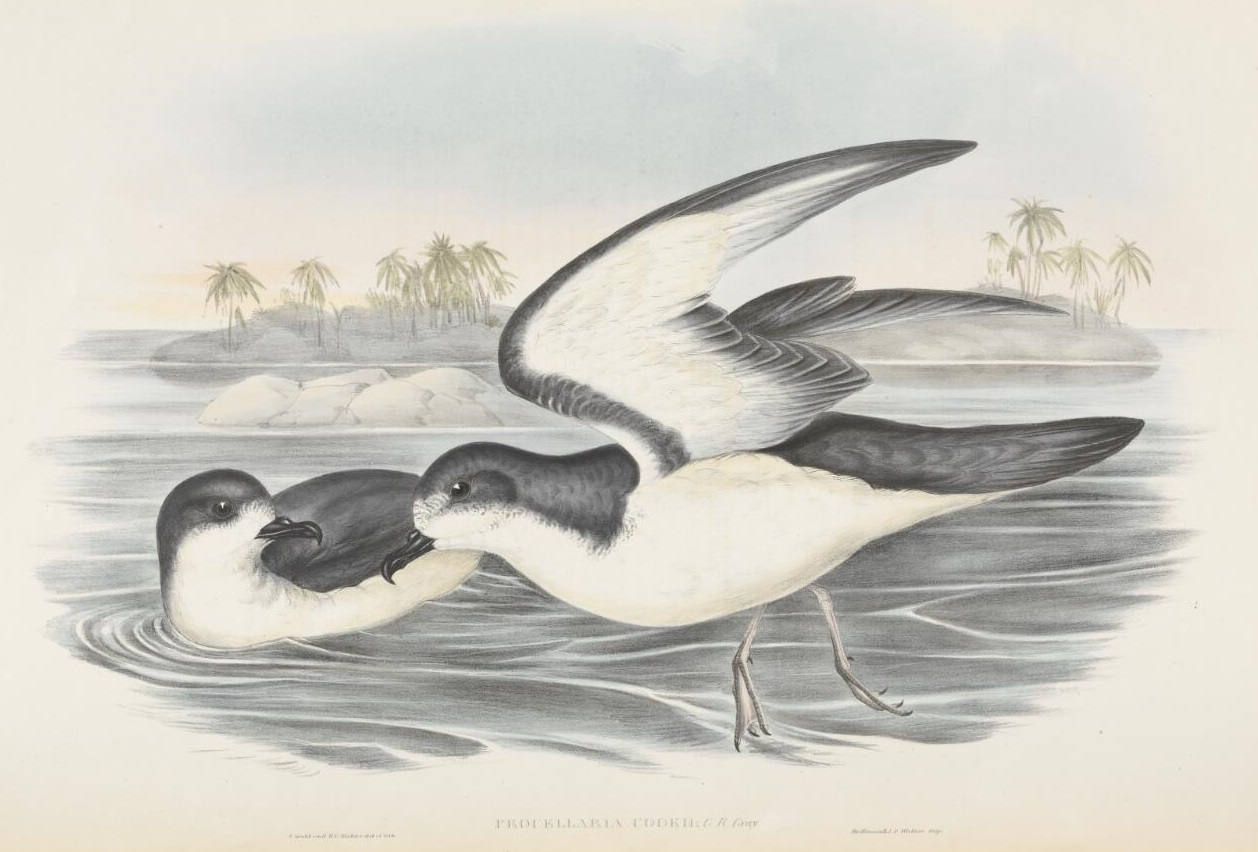
Буревісник Ґульда
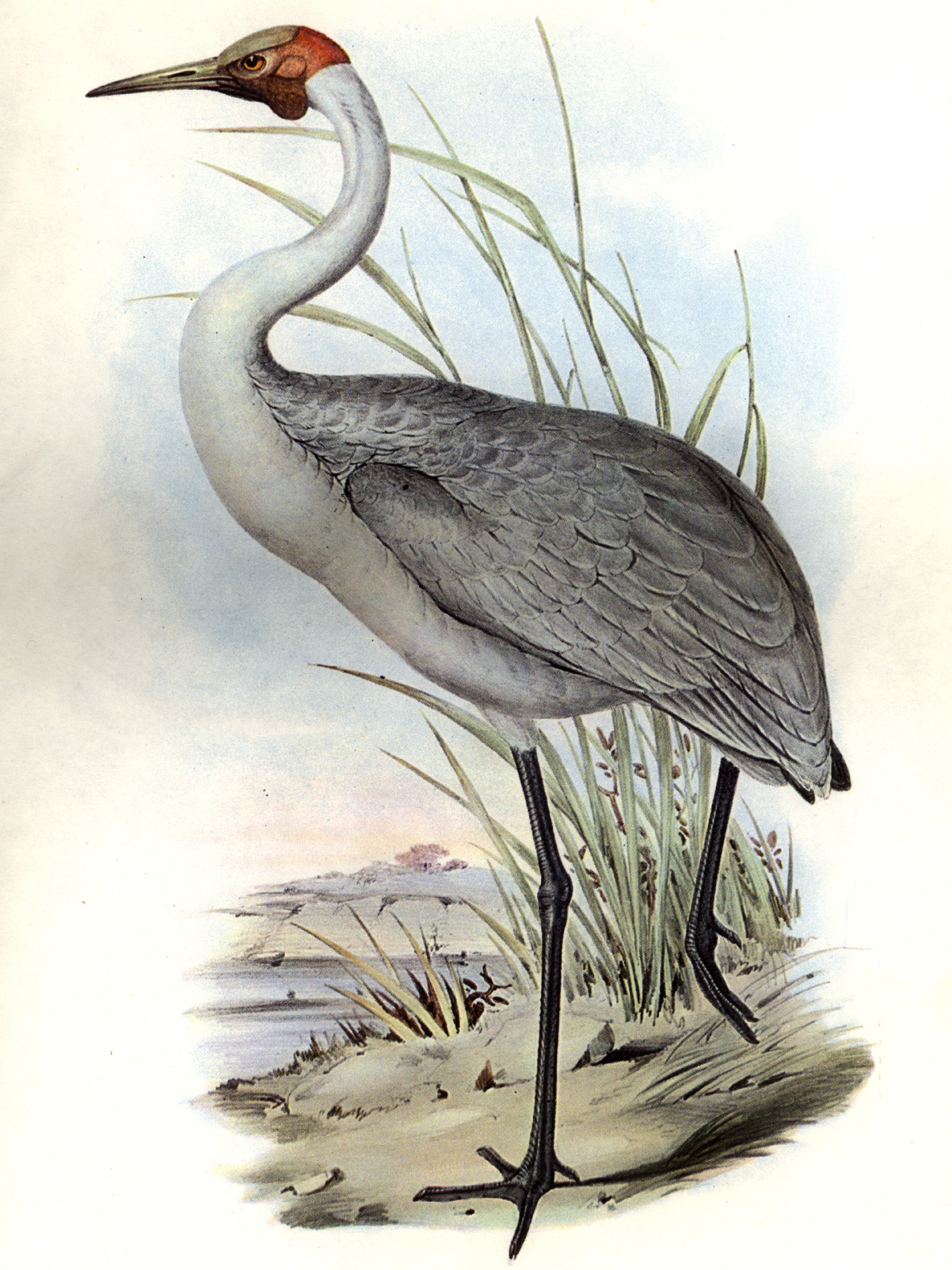
Австралійський журавель
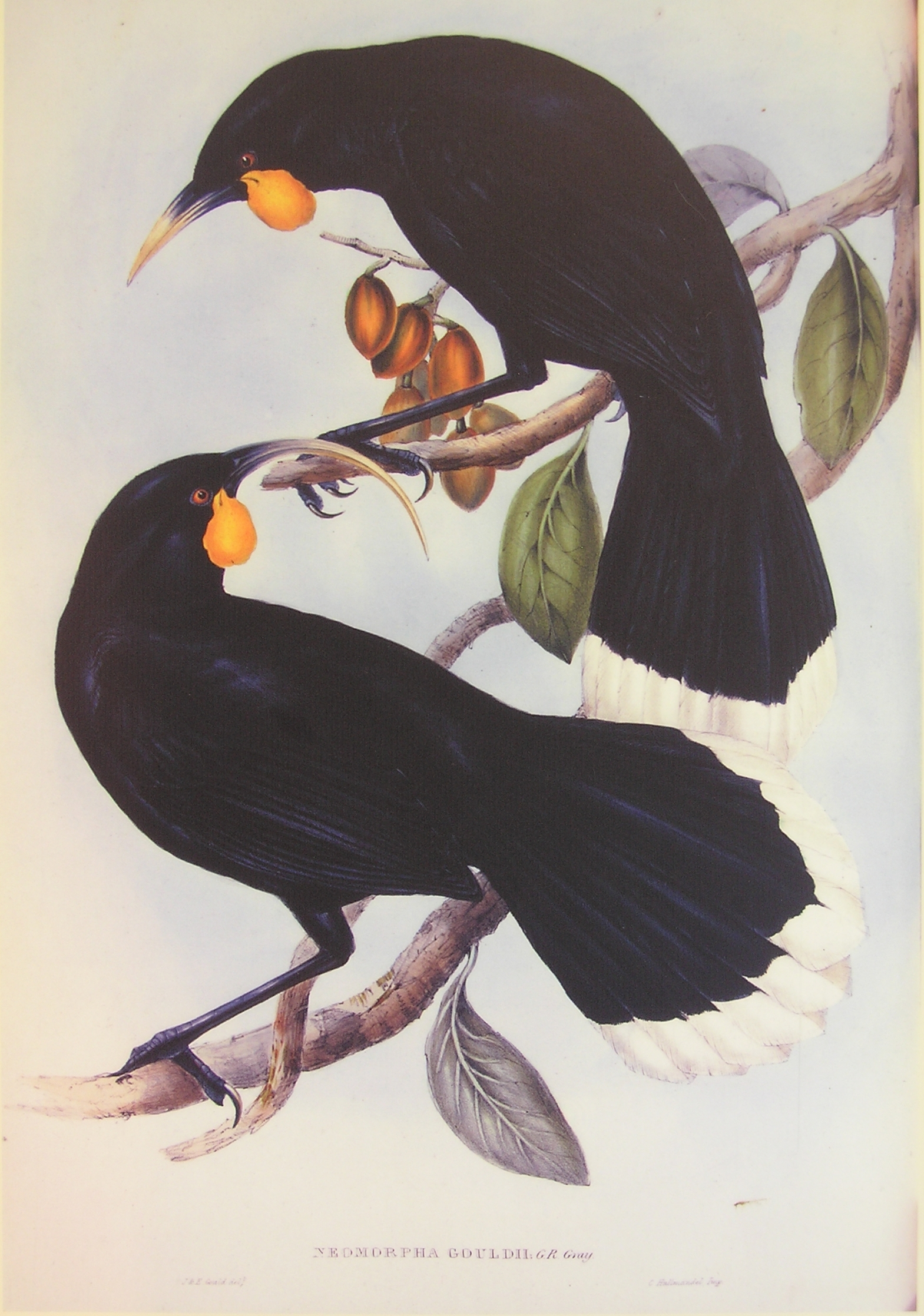
Гуйя різнодзьоба
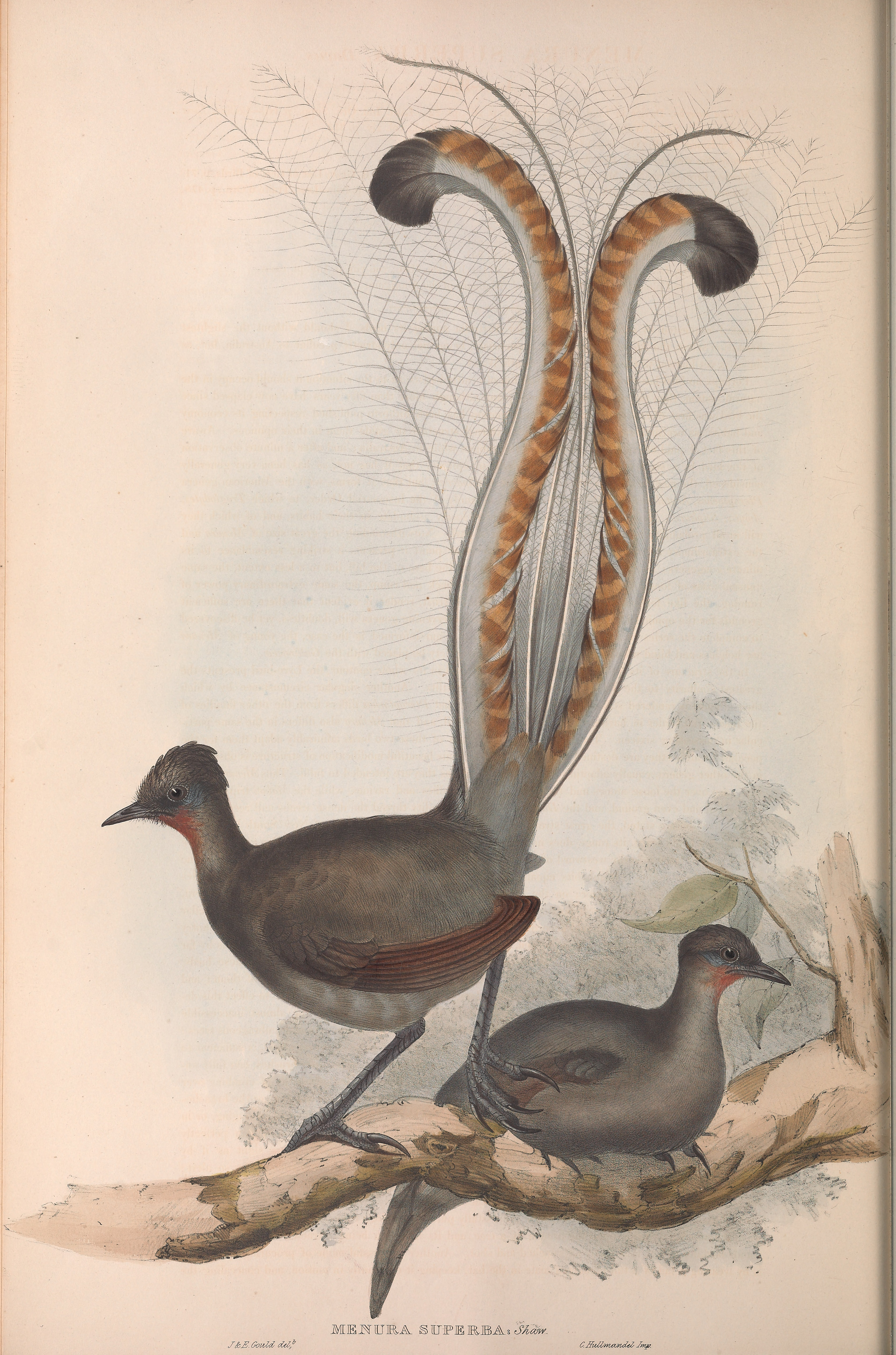
Лірохвіст
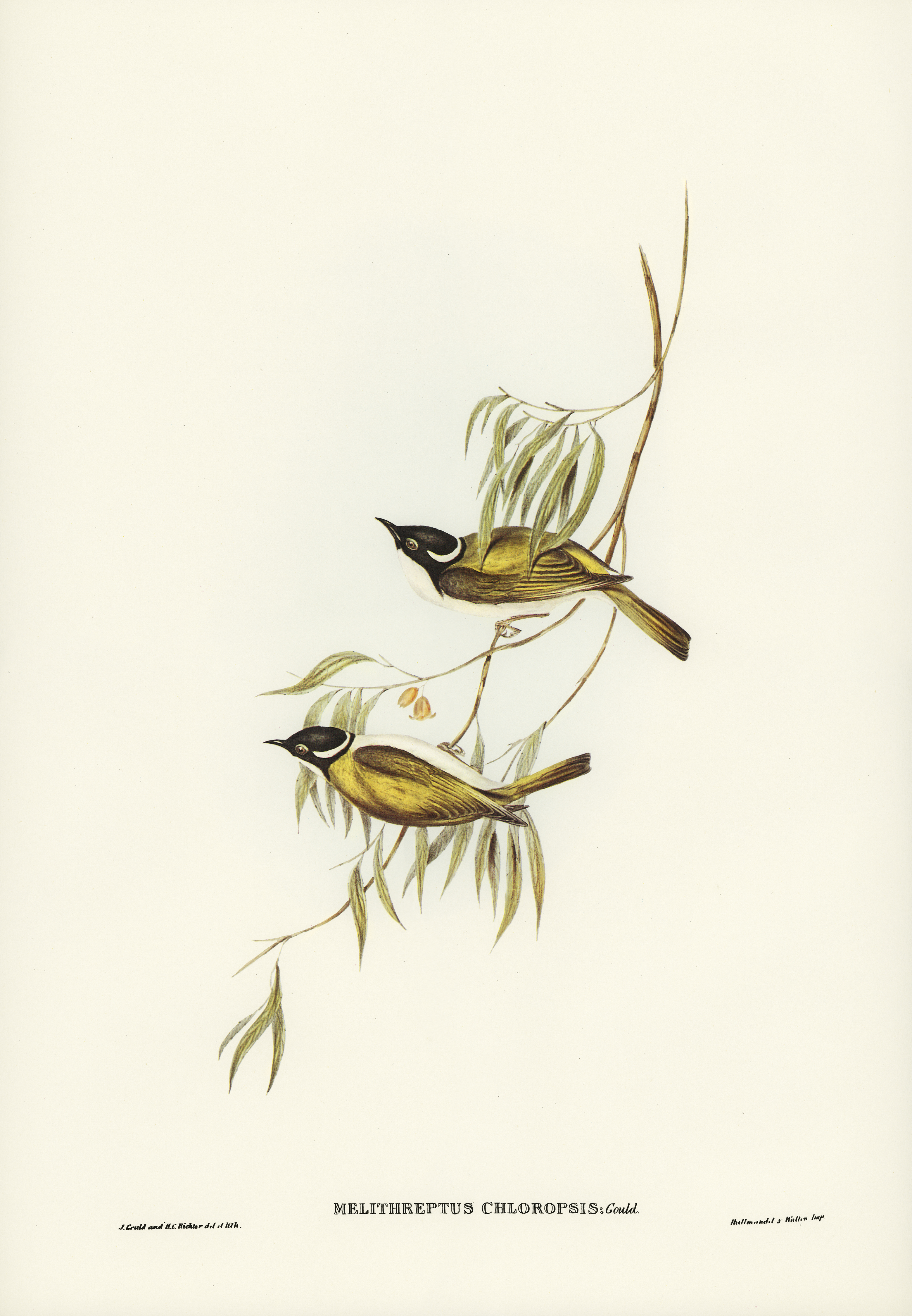
Медозбірник Жильберта
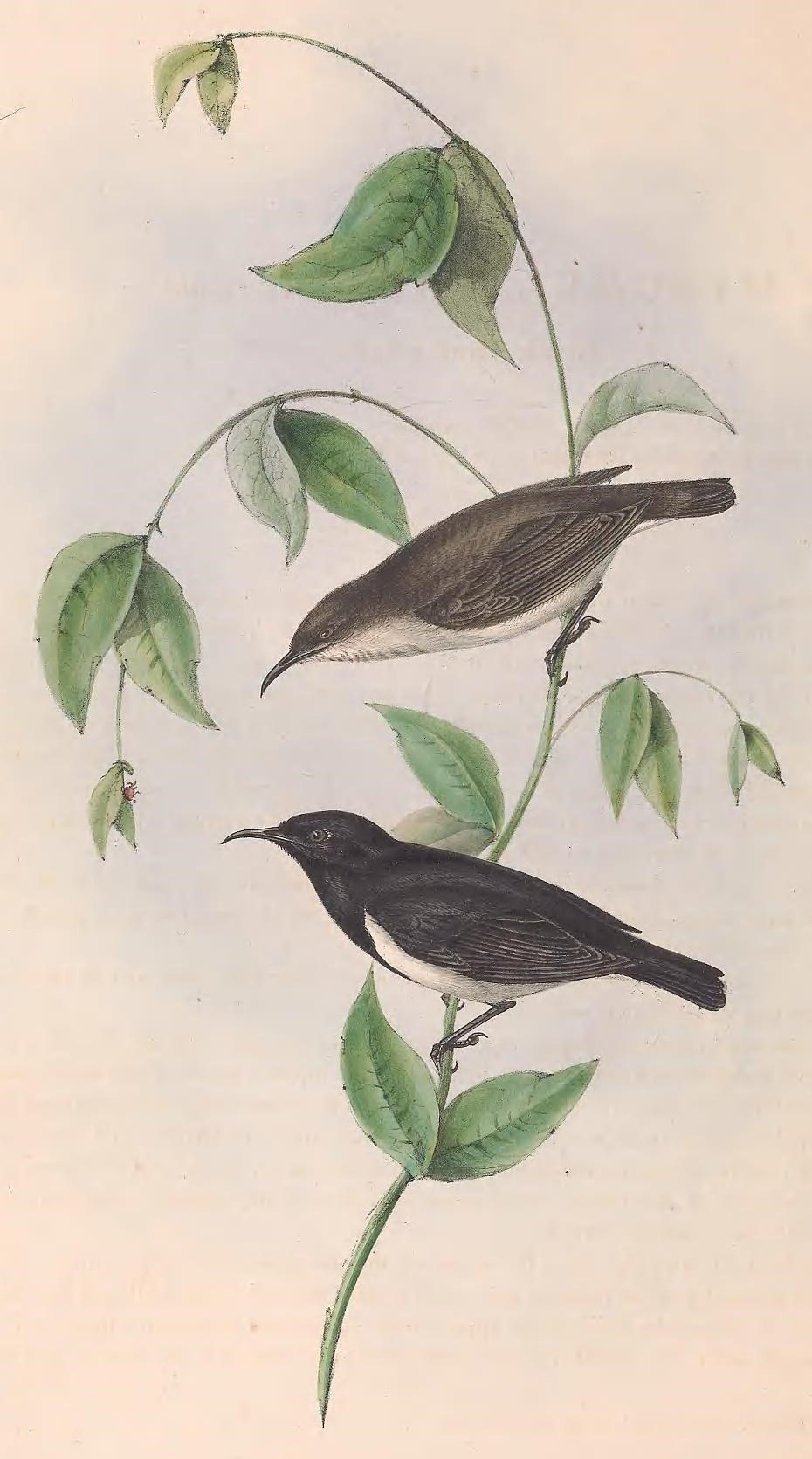
Myzomela nigra
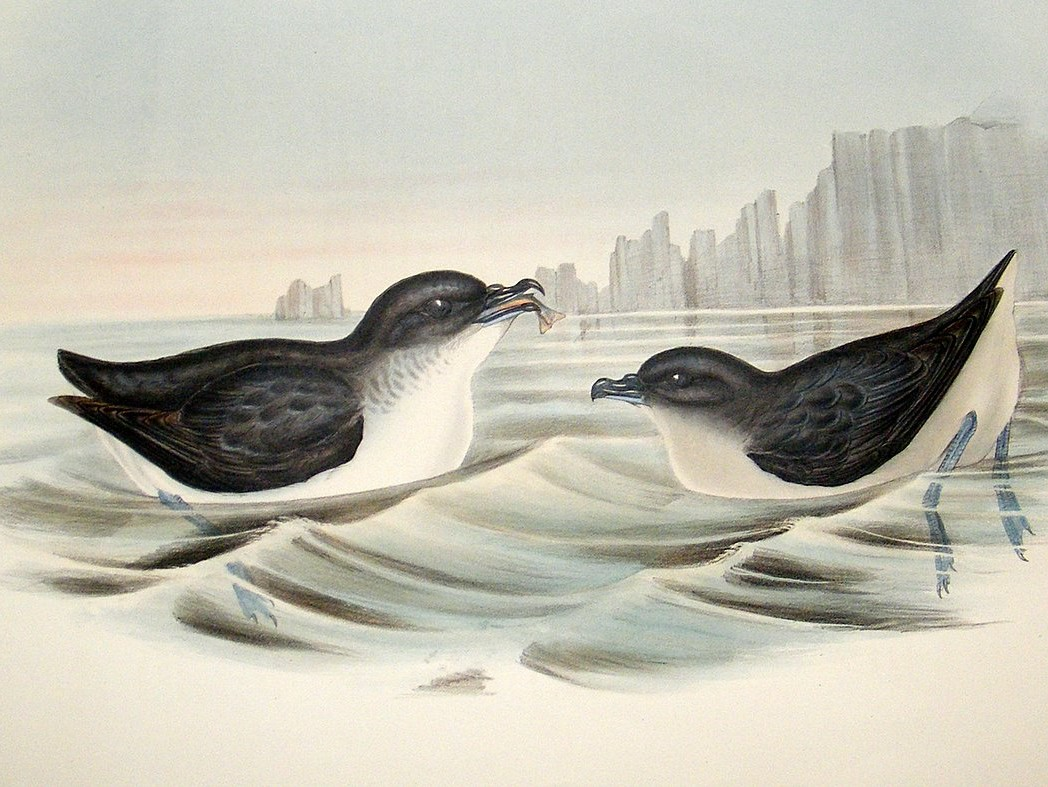
Пуфінур великий
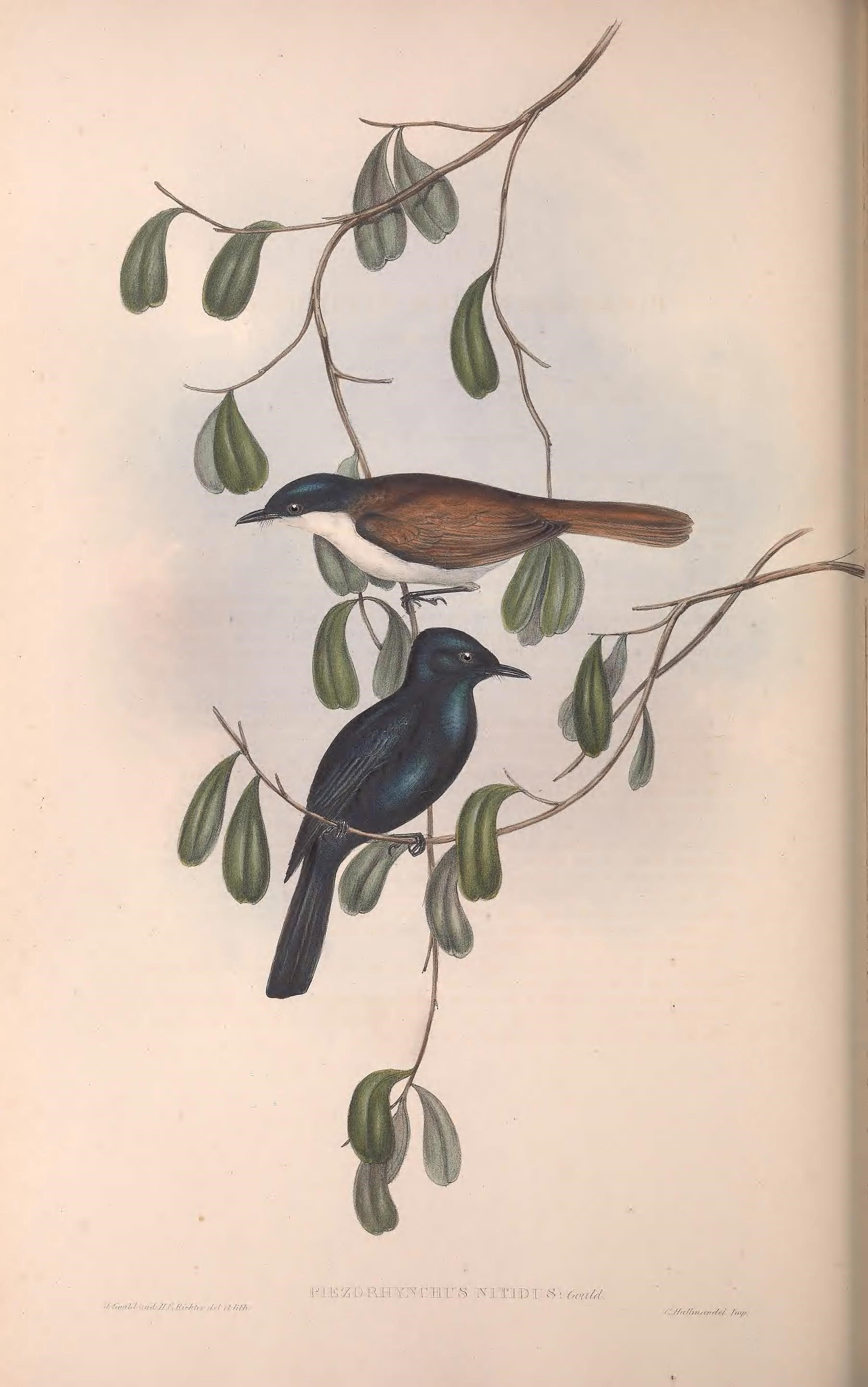
Piezorhynchus nitidus
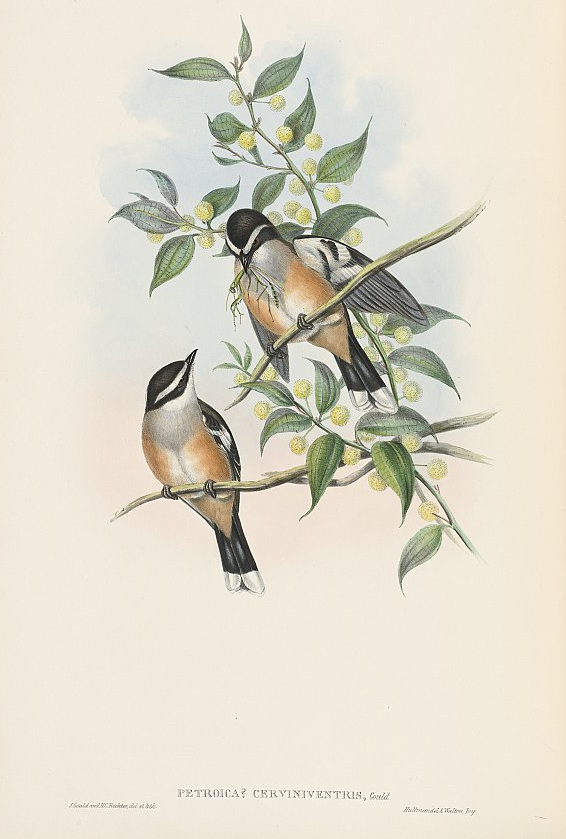
Двосторонній робін
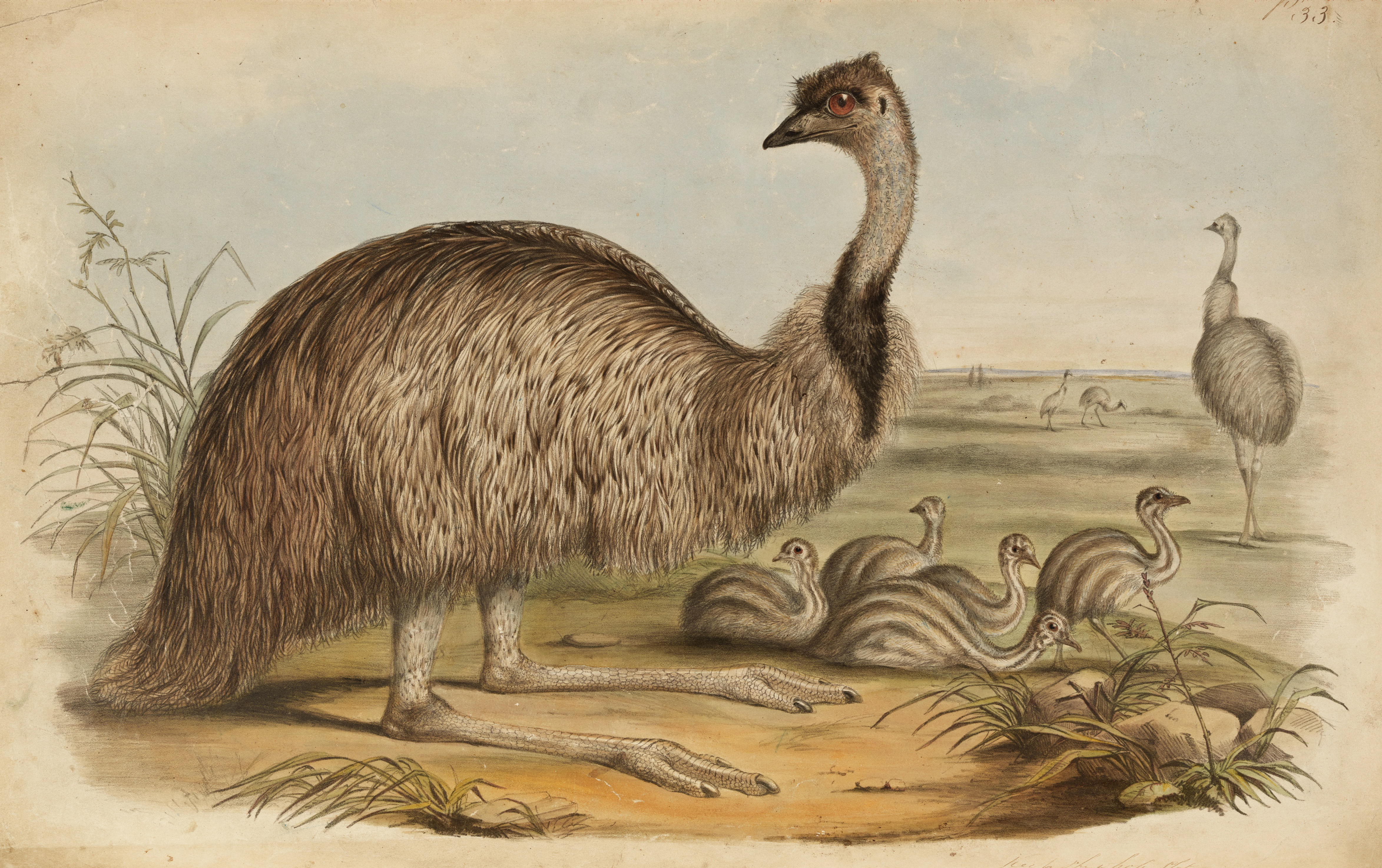
Ему